# Tmarus berlandi
Tmarus berlandi là một loài nhện trong họ Thomisidae.
Loài này thuộc chi Tmarus. Tmarus berlandi được Roger de Lessert miêu tả năm 1928.